# Thomas Köhler (Kunsthistoriker)

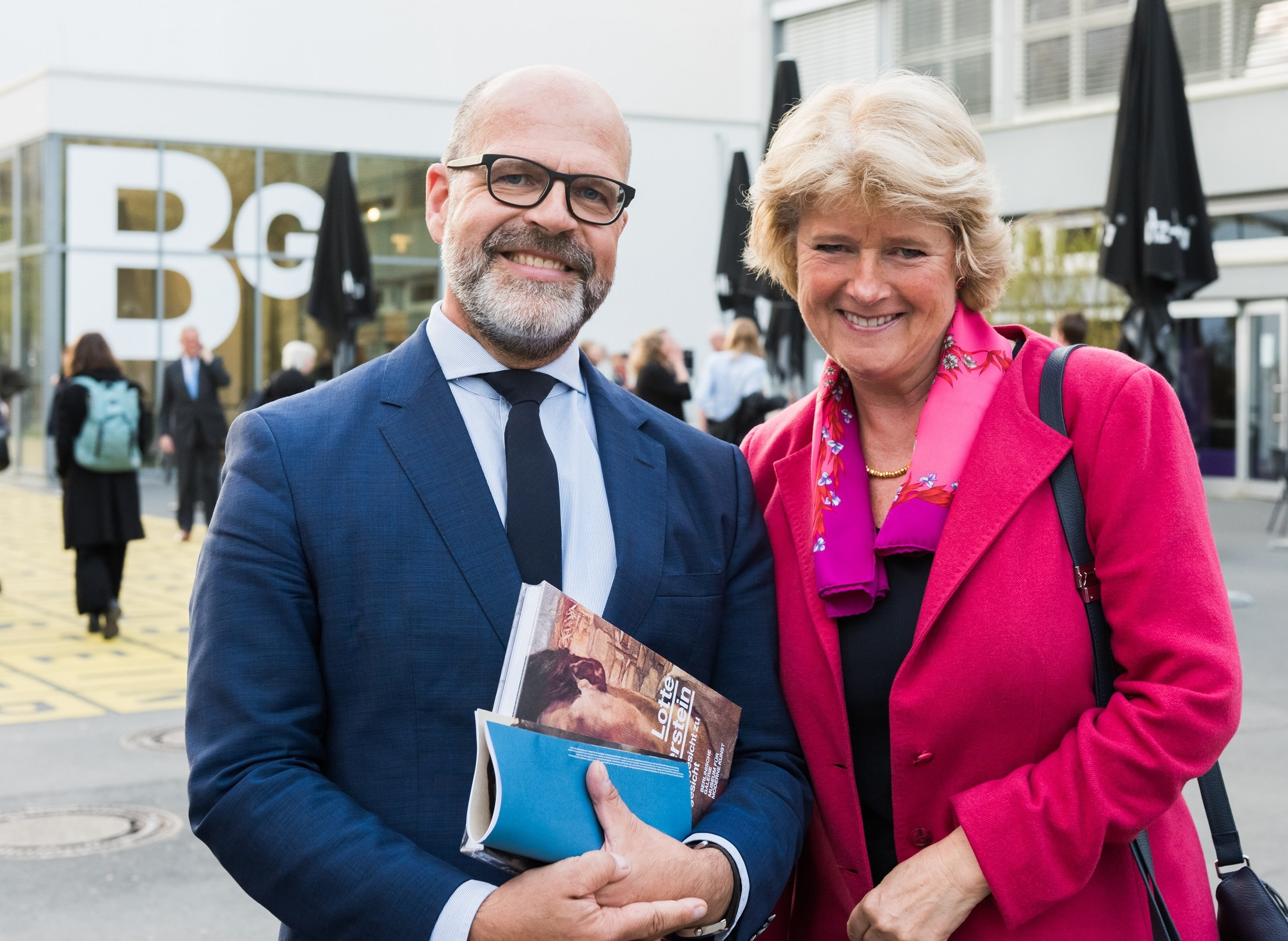
Thomas Köhler mit der Beauftragten der Bundesregierung für Kultur und Medien, Monika Grütters, im April 2019.

Thomas Köhler (* 1966 in Frankfurt am Main) ist ein deutscher Kunsthistoriker, Kurator und seit 2010 Direktor der Berlinischen Galerie.

## Leben
Thomas Köhler schloss 1994 sein Studium der Kunstgeschichte, Klassischen Archäologie und Romanistik in Frankfurt am Main ab und promovierte 2003 mit einer Arbeit zum US-amerikanischen Minimal-Art-Künstler Donald Judd zum Dr. phil. an der Universität Darmstadt.
Nach seinem Studienabschluss 1994 war er zunächst wissenschaftlicher Mitarbeiter am Museum für Moderne Kunst in Frankfurt am Main, dann curator in residence am Whitney Museum of American Art in New York, Programmdirektor auf der documenta X in Kassel und kommissarischer Leiter des Kunstmuseum Wolfsburg. Ab 2008 leitete er als stellvertretender Direktor die Sammlungen und das Ausstellungsprogramm der Berlinischen Galerie – Landesmuseum für Moderne Kunst, Fotografie und Architektur –, bevor er dort 2010 als Nachfolger von Jörn Merkert zum Direktor berufen wurde.
Seither hat Thomas Köhler Ausstellungen von Nan Goldin, Boris Mikhailov, Franz Ackermann, Bernard Frize, Björn Dahlem und Erwin Wurm kuratiert. 2016 verzeichnete das Landesmuseum unter Köhlers Leitung einen Besucherrekord: Mit fast 190 000 Gästen war es der publikumsstärkste Jahrgang seit Einzug der 1975 gegründeten Institution 2004 in die Alte Jakobstraße 124–128. Für großen Zuspruch sorgten Ausstellungen wie „Max Beckmann und Berlin“, Erwin Wurms „Bei Mutti“, „Dada Berlin“, Jeanne Mammen Retrospektive, "Die Kunst der Novembergruppe" u. v. m.